# Fiskebøl
Fiskebøl est un village de la municipalité de Hadsel dans le Comté de Nordland en Norvège.
Le village est situé sur l'île de Austvågøy, et est relié par ferry à Melbu en 30 minutes.